# Tyrolimnas
Tyrolimnas é um gênero de traça pertencente à família Agonoxenidae.